# Balance of System
Il balance of system (B.O.S.) è un termine riferito in genere agli impianti fotovoltaici ed eolici ed esprime in percentuale le perdite di energia che si hanno nell'impianto dovute a vari fattori, quali l'accoppiamento tra i vari moduli FV, i collegamenti con il/i convertitore/i, le perdite nei quadri, nei conduttori, ecc. In genere per impianti di piccola taglia (fino a qualche kWp) ed in assenza di informazioni dettagliate si può assumere un B.O.S. pari al 15% e ottenere una buona approssimazione circa la produttività annuale, per impianti più grossi è sempre necessario un accurato studio affiancato da una buona esperienza. In linea generale, al crescere della taglia dell'impianto solare, le perdite di energia assumono valori maggiori: ad esempio, un impianto da 10 MW di pannelli solari ha una perdita di energia globalmente pari al 23,4% del totale. In considerazione dei notevoli investimenti da affrontare per la realizzazione di grandi impianti e delle potenze in gioco uno o più punti in più o in meno nel B.O.S. possono significare, talvolta, svariate decine di migliaia di euro all'anno.
Indicativamente queste sono le principali perdite di energia di cui soffrono gli impianti fotovoltaici.
-perdite di potenza= dovute allo scostamento dalle condizioni STC: 5% in se alle caratteristiche climatiche (temperatura) del luogo dove sorge l'impianto-
-perdite per riflessione=2-3%
-perdite per mismatch=3-5%
-perdite per caduta di tensione sul tratto DC= 1-3%
-perdite nell'inverter= 5-10%
-perdite per sporcizia=1-2%
-perdite per calo di efficienza annuale=1-2%
-perdite per mancata produzione, ovvero a guasto di impianto.
-perdite nel trasformatore di tensione (quando presente)= 3-6%
-perdite per caduta di tensione nel tratto AC= 1-3%.
-perdite per ombreggiamento (da valutare caso per caso).
-perdita per presenza di neve (solo in climi freddi)
È importante ricordare che a causa di tutte queste perdite e del basso rendimento degli odierni pannelli fotovoltaici commerciali (nell'ordine del 18-22%), il rendimento complessivo di tutto il sistema fotovoltaico (pannelli, cavi, inverter, trasformatore, etc) è globalmente inferiore al 18%.